# Военно-воздушные силы Чили
Военно-воздушные силы Чили (исп. Fuerza Aérea de Chile) — один из видов вооружённых сил Республики Чили.

## История
В современном виде существуют с 21 марта 1930 года, когда указом Президента Республики, авиационные службы сухопутных войск и военно-морского флота Чили были объединены в Авиационную канцелярию (исп. Subsecretaría de Aviasión), в будущем ставшую военно-воздушными силами Чили.
В ходе Второй мировой войны Чили объявила о нейтралитете, в феврале 1945 года объявила войну Германии, а 11 апреля 1945 года - Японии, однако в связи с географическим положением (на значительном удалении от стран "оси" и театров военных действий) непосредственного участия в боевых действиях не принимала. Тем не менее, по программе ленд-лиза Чили получила из США 231 самолёт (12 лёгких бомбардировщиков А-24, два транспортных самолёта С-45, 30 самолётов связи L-3, 62 учебных самолёта АТ-6, 65 учебных PT-19 и 60 учебных BT-13), 170 авиадвигателей и 137 запасных воздушных винтов, а также боеприпасы и иное военное имущество.
В 1978 году ВВС насчитывали 11 тыс. человек, 50 боевых, 60 транспортных, около 75 учебно-тренировочных самолётов и 30 вертолётов.

## Структура
В составе ВВС имеются истребительно-бомбардировочная, истребительная, разведывательная, транспортная и вспомогательная авиация, сведенная в авиационные бригады, а также силы и средства ПВО, органы и подразделения тыла. Территория страны разделена на четыре зоны ответственности командования военно-воздушных сил. Оперативное руководство частями и подразделениями, дислоцирующимися в каждой зоне, осуществляет штаб авиационной бригады. Основной тактической единицей ВВС Чили является авиационное крыло, которое состоит из двух-трёх авиационных групп и отдельных эскадрилий. Всего в ВВС насчитывается пять авиакрыльев неоднородного состава. Кроме того, в чилийских ВВС имеется одна группа транспортных самолётов, одна учебно-тренировочных самолётов и отдельная группа связи.
| Центральный аппарат | Центральный аппарат | Центральный аппарат | Центральный аппарат | Центральный аппарат | Центральный аппарат | Центральный аппарат | Центральный аппарат |
| Главнокомандующий ВВС Чили (исп. Comandante en Jefe de la FACH) (Генерал ВВС — исп. General del Aire)                                                              | Главнокомандующий ВВС Чили (исп. Comandante en Jefe de la FACH) (Генерал ВВС — исп. General del Aire) | Главнокомандующий ВВС Чили (исп. Comandante en Jefe de la FACH) (Генерал ВВС — исп. General del Aire) | Главнокомандующий ВВС Чили (исп. Comandante en Jefe de la FACH) (Генерал ВВС — исп. General del Aire) | Главнокомандующий ВВС Чили (исп. Comandante en Jefe de la FACH) (Генерал ВВС — исп. General del Aire) | Главнокомандующий ВВС Чили (исп. Comandante en Jefe de la FACH) (Генерал ВВС — исп. General del Aire) | Главнокомандующий ВВС Чили (исп. Comandante en Jefe de la FACH) (Генерал ВВС — исп. General del Aire) | Главнокомандующий ВВС Чили (исп. Comandante en Jefe de la FACH) (Генерал ВВС — исп. General del Aire) |
| Службы в подчинении Главнокомандующего ВВС (исп. Comandancia en Jefe), штаб в Сантьяго Секретарь (Коммодор ВВС — исп. Comodoro, соответствует бригадного генерала) | Службы в подчинении Главнокомандующего ВВС (исп. Comandancia en Jefe), штаб в Сантьяго Секретарь (Коммодор ВВС — исп. Comodoro, соответствует бригадного генерала)                                                                                   | Службы в подчинении Главнокомандующего ВВС (исп. Comandancia en Jefe), штаб в Сантьяго Секретарь (Коммодор ВВС — исп. Comodoro, соответствует бригадного генерала) | Службы в подчинении Главнокомандующего ВВС (исп. Comandancia en Jefe), штаб в Сантьяго Секретарь (Коммодор ВВС — исп. Comodoro, соответствует бригадного генерала) | Службы в подчинении Главнокомандующего ВВС (исп. Comandancia en Jefe), штаб в Сантьяго Секретарь (Коммодор ВВС — исп. Comodoro, соответствует бригадного генерала) | Службы в подчинении Главнокомандующего ВВС (исп. Comandancia en Jefe), штаб в Сантьяго Секретарь (Коммодор ВВС — исп. Comodoro, соответствует бригадного генерала) | Службы в подчинении Главнокомандующего ВВС (исп. Comandancia en Jefe), штаб в Сантьяго Секретарь (Коммодор ВВС — исп. Comodoro, соответствует бригадного генерала) | Службы в подчинении Главнокомандующего ВВС (исп. Comandancia en Jefe), штаб в Сантьяго Секретарь (Коммодор ВВС — исп. Comodoro, соответствует бригадного генерала) |
| --- | --- | --- | --- | --- | --- | --- | --- |
| Главный секретариат (исп. Secretaría General de la FACH), штаб в Сантьяго (Коммодор ВВС — исп. Comodoro, соответствует бригадного генерала)                        | Главный секретариат (исп. Secretaría General de la FACH), штаб в Сантьяго (Коммодор ВВС — исп. Comodoro, соответствует бригадного генерала) | Главный инспекторат (исп. Inspectoría General de la FACH), штаб в Сантьяго (Генерал бригады ВВС — исп. General de Brigada Aérea, соответствует генерал-майора) | Главный инспекторат (исп. Inspectoría General de la FACH), штаб в Сантьяго (Генерал бригады ВВС — исп. General de Brigada Aérea, соответствует генерал-майора) | Главная служба внутренней ревизии (исп. Auditoría General), штаб в Сантьяго (Генерал бригады ВВС — исп. General de Brigada Aérea, соответствует генерал-майора) | Главная служба внутренней ревизии (исп. Auditoría General), штаб в Сантьяго (Генерал бригады ВВС — исп. General de Brigada Aérea, соответствует генерал-майора) | Департамент связи с общественностью (исп. Departamento Comunicacional), штаб в Сантьяго (Полковник авиации — исп. Coronel de Aviación) | Департамент связи с общественностью (исп. Departamento Comunicacional), штаб в Сантьяго (Полковник авиации — исп. Coronel de Aviación) |
| Главный штаб ВВС (исп. Estado Mayor General), штаб в Сантьяго (Генерал авиации — исп. General de Aviación)                                                         | | | | | | | |
| Оперативный директорат (Dirección de Operaciones) (Генерал бригады ВВС — исп. General de Brigada Aérea)                                                            | Разведывательный директорат (Dirección de Inteligencia), Директор разведки тоже является Командующий Главного гарнизона ВВС в Сантьяго (Comandante de la Guarnición General Aérea de Santiago) (Генерал бригады ВВС — исп. General de Brigada Aérea) | Директорат личного состава и тыла (Dirección de Personal y Logística) (Генерал бригады ВВС — исп. General de Brigada Aérea) | Директорат планирования и доктрины (Dirección de Planificación y Doctrina) (Генерал бригады ВВС — исп. General de Brigada Aérea) | Финансовый директорат (Dirección de Finanzas) (Генерал бригады ВВС — исп. General de Brigada Aérea) | Директорат международного сотрудничества (Dirección de Relaciones Internacionales) (Коммодор ВВС — исп. Comodoro) | Службы подчинения штабу: - Секретариат Главного штаба ВВС (Secretaría del Estado Mayor General) - Административный центр «Комодор Артуро Мерино Бенитес» (Centro Administración Comodoro Arturo Merino Benitez) - Канцелярия общественного доступа до информации (Oficina de Transparencia y de Acceso a la Información Pública)                   | Службы подчинения штабу: - Секретариат Главного штаба ВВС (Secretaría del Estado Mayor General) - Административный центр «Комодор Артуро Мерино Бенитес» (Centro Administración Comodoro Arturo Merino Benitez) - Канцелярия общественного доступа до информации (Oficina de Transparencia y de Acceso a la Información Pública) |
| СИЛЫ | | | | | | | |
| Боевое командование (исп. Comando de Combate) (Генерал авиации — исп. General de Aviación)                                                                         | Боевое командование (исп. Comando de Combate) (Генерал авиации — исп. General de Aviación) | Боевое командование (исп. Comando de Combate) (Генерал авиации — исп. General de Aviación) | Боевое командование (исп. Comando de Combate) (Генерал авиации — исп. General de Aviación) | Боевое командование (исп. Comando de Combate) (Генерал авиации — исп. General de Aviación) | Боевое командование (исп. Comando de Combate) (Генерал авиации — исп. General de Aviación) | Боевое командование (исп. Comando de Combate) (Генерал авиации — исп. General de Aviación) | Сантьяго |
| | 1-я Бригада ВВС (исп. I Brigada Aérea) (Генерал бригады ВВС — исп. General de Brigada Aérea) | 1-я Бригада ВВС (исп. I Brigada Aérea) (Генерал бригады ВВС — исп. General de Brigada Aérea) | 1-я Бригада ВВС (исп. I Brigada Aérea) (Генерал бригады ВВС — исп. General de Brigada Aérea) | 1-я Бригада ВВС (исп. I Brigada Aérea) (Генерал бригады ВВС — исп. General de Brigada Aérea) | 1-я Бригада ВВС (исп. I Brigada Aérea) (Генерал бригады ВВС — исп. General de Brigada Aérea) | 1-я Бригада ВВС (исп. I Brigada Aérea) (Генерал бригады ВВС — исп. General de Brigada Aérea) | Авиабаза «Кондоры», Икике |
| | | 1-я Авиационная группа (исп. Grupo de Aviación N°1) A-36 Toqui, A-29B Super Tucano | | | | | |
| | | 2-я Авиационная группа (исп. Grupo de Aviación N°2) | 2-я Авиационная группа (исп. Grupo de Aviación N°2) | C-212-200 Aviocar, Bell 412EP, Cirrus SR22T, Hermes 900 | | | Авиабаза «Кондоры», Икике |
| | | 3-я Авиационная группа (исп. Grupo de Aviación N°3) | 3-я Авиационная группа (исп. Grupo de Aviación N°3) | F-16C/D Block 50+ | | | Авиабаза «Кондоры», Икике |
| | | 24-я Группа противовоздушной обороны (исп. Grupo de Defensa Antiaérea N°24) | 24-я Группа противовоздушной обороны (исп. Grupo de Defensa Antiaérea N°24) | NASAMS, ПЗРК Javelin, ПЗРК Мистраль | | | Авиабаза «Кондоры», Икике |
| | | 34-я Группа телекоммуникаций и обнаружения (исп. Grupo de Telecomunicaciones y Detección N°34) | 34-я Группа телекоммуникаций и обнаружения (исп. Grupo de Telecomunicaciones y Detección N°34) | | | | Авиабаза «Кондоры», Икике |
| | | 44-я Группа военно-воздушной пехоты (исп. Grupo de Infantería de Aviación Nº44) | 44-я Группа военно-воздушной пехоты (исп. Grupo de Infantería de Aviación Nº44) | | | | Авиабаза «Кондоры», Икике |
| | | 54-я Авиатехническая группа (исп. Grupo de Mantenimiento Nº 54) | 54-я Авиатехническая группа (исп. Grupo de Mantenimiento Nº 54) | | | | Авиабаза «Кондоры», Икике |
| | | 4-е Базовое крыло (исп. Ala Base Nº4) | 4-е Базовое крыло (исп. Ala Base Nº4) | | | | Авиабаза «Кондоры», Икике |
| | 5-я Бригада ВВС (исп. V Brigada Aérea) (Генерал бригады ВВС — исп. General de Brigada Aérea) | 5-я Бригада ВВС (исп. V Brigada Aérea) (Генерал бригады ВВС — исп. General de Brigada Aérea) | 5-я Бригада ВВС (исп. V Brigada Aérea) (Генерал бригады ВВС — исп. General de Brigada Aérea) | 5-я Бригада ВВС (исп. V Brigada Aérea) (Генерал бригады ВВС — исп. General de Brigada Aérea) | 5-я Бригада ВВС (исп. V Brigada Aérea) (Генерал бригады ВВС — исп. General de Brigada Aérea) | 5-я Бригада ВВС (исп. V Brigada Aérea) (Генерал бригады ВВС — исп. General de Brigada Aérea) | Авиабаза «Серро Морено», Антофагаста |
| | | 7-я Авиационная группа (исп. Grupo de Aviación N° 7) | 7-я Авиационная группа (исп. Grupo de Aviación N° 7) | F-16AM | | | |
| | | 8-я Авиационная группа (исп. Grupo de Aviación N° 8) | 8-я Авиационная группа (исп. Grupo de Aviación N° 8) | F-16AM/BM, C-212-300DF Aviocar, Bell 412EP, Cirrus SR22T | | | Авиабаза «Серро Морено», Антофагаста |
| | | 21-я Группа противовоздушной обороны (исп. Grupo de Defensa Antiaérea N°21) | 21-я Группа противовоздушной обороны (исп. Grupo de Defensa Antiaérea N°21) | Mistral, FAM-2M, Oerlikon K63 twin 35mm | | | Авиабаза «Серро Морено», Антофагаста |
| | | 31-я Группа телекоммуникаций и обнаружения (исп. Grupo de Telecomunicaciones y Detección N°31) | 31-я Группа телекоммуникаций и обнаружения (исп. Grupo de Telecomunicaciones y Detección N°31) | | | | Авиабаза «Серро Морено», Антофагаста |
| | | 41-я Группа военно-воздушной пехоты (исп. Grupo de Infantería de Aviación Nº41) | 41-я Группа военно-воздушной пехоты (исп. Grupo de Infantería de Aviación Nº41) | | | | Авиабаза «Серро Морено»,Антофагаста |
| | | 51-я Авиатехническая группа (исп. Grupo de Mantenimiento Nº 51) | 51-я Авиатехническая группа (исп. Grupo de Mantenimiento Nº 51) | | | | Авиабаза «Серро Морено», Антофагаста |
| | | 1-е Базовое крыло (исп. Ala Base Nº1) | 1-е Базовое крыло (исп. Ala Base Nº1) | | | | Авиабаза «Серро Морено», Антофагаста |
| | 2-я Бригада ВВС (исп. II Brigada Aérea) (Генерал бригады ВВС — исп. General de Brigada Aérea) | 2-я Бригада ВВС (исп. II Brigada Aérea) (Генерал бригады ВВС — исп. General de Brigada Aérea) | 2-я Бригада ВВС (исп. II Brigada Aérea) (Генерал бригады ВВС — исп. General de Brigada Aérea) | 2-я Бригада ВВС (исп. II Brigada Aérea) (Генерал бригады ВВС — исп. General de Brigada Aérea) | 2-я Бригада ВВС (исп. II Brigada Aérea) (Генерал бригады ВВС — исп. General de Brigada Aérea) | 2-я Бригада ВВС (исп. II Brigada Aérea) (Генерал бригады ВВС — исп. General de Brigada Aérea) | Авиабаза Сантьяго |
| | | 9-я Авиационная группа (исп. Grupo de Aviación N° 9) | 9-я Авиационная группа (исп. Grupo de Aviación N° 9) | S-70i, Bell 412EP, UH-1H, Bell 206B | | | |
| | | 10-я Авиационная группа (исп. Grupo de Aviación N° 10) | 10-я Авиационная группа (исп. Grupo de Aviación N° 10) | EB-707 Cóndor, KC-135E , C-130B/H Hercules, Boeing 767-300ER, Boeing 737-300/500, Gulfstream IV | | | Авиабаза Сантьяго |
| | | 32-я Группа телекоммуникаций и обнаружения (исп. Grupo de Telecomunicaciones y Detección N°32) | 32-я Группа телекоммуникаций и обнаружения (исп. Grupo de Telecomunicaciones y Detección N°32) | | | | Авиабаза Сантьяго |
| | | 2-е Базовое крыло (исп. Ala Base Nº2) | 2-е Базовое крыло (исп. Ala Base Nº2) | | | | Авиабаза Сантьяго |
| | | Полк зенитной артиллерии (исп. Regimiento de Artillería Antiaérea) | Полк зенитной артиллерии (исп. Regimiento de Artillería Antiaérea) | Oerlikon K63 twin 35mm, Aérospatiale-Matra Mistral, M-163 A1, M-167 A1 | В состав полка входит Группа спецназа ВВС (Grupo de Operaciones Espaciales). Она включает: - Группировка освобождения заложников (Agrupación Antisecuestros Aéreos (A.S.A.)) на территории авиабазы Сантьяго и - Десантники боевого поиска и спасения (Paracaidistas de Búsqueda, Salvamento y Rescate (PARASAR)) на территории авиабазы Эль-Боске | В состав полка входит Группа спецназа ВВС (Grupo de Operaciones Espaciales). Она включает: - Группировка освобождения заложников (Agrupación Antisecuestros Aéreos (A.S.A.)) на территории авиабазы Сантьяго и - Десантники боевого поиска и спасения (Paracaidistas de Búsqueda, Salvamento y Rescate (PARASAR)) на территории авиабазы Эль-Боске | Авиабаза Кинтеро |
| | | Звено поиска и спасения (исп. Escuadrilla del Servicio de Búsqueda y Salvamento Aéreo (SAR)) | Звено поиска и спасения (исп. Escuadrilla del Servicio de Búsqueda y Salvamento Aéreo (SAR)) | O-2A Skymaster | | | Остров Пасхи |
| | 3-я Бригада ВВС (исп. III Brigada Aérea) (Генерал бригады ВВС — исп. General de Brigada Aérea) | 3-я Бригада ВВС (исп. III Brigada Aérea) (Генерал бригады ВВС — исп. General de Brigada Aérea) | 3-я Бригада ВВС (исп. III Brigada Aérea) (Генерал бригады ВВС — исп. General de Brigada Aérea) | 3-я Бригада ВВС (исп. III Brigada Aérea) (Генерал бригады ВВС — исп. General de Brigada Aérea) | 3-я Бригада ВВС (исп. III Brigada Aérea) (Генерал бригады ВВС — исп. General de Brigada Aérea) | 3-я Бригада ВВС (исп. III Brigada Aérea) (Генерал бригады ВВС — исп. General de Brigada Aérea) | Авиабаза «Эль-Тепуаль», Пуэрто-Монт |
| | | 5-я Авиационная группа (исп. Grupo de Aviación N° 5) | 5-я Авиационная группа (исп. Grupo de Aviación N° 5) | Cessna 525, DHC-6-100/300, Sikorsky S-70A-39, UH-1H | Группа является учебно-боевая, включает Тактическая школа большемоторных самолётов (Escuela Táctica Multimotores), самолёты Cessna 525 выполняет инструментальных учебных полётов | Группа является учебно-боевая, включает Тактическая школа большемоторных самолётов (Escuela Táctica Multimotores), самолёты Cessna 525 выполняет инструментальных учебных полётов | |
| | | 25-я Группа противовоздушной обороны (исп. Grupo de Defensa Antiaérea N°25) | 25-я Группа противовоздушной обороны (исп. Grupo de Defensa Antiaérea N°25) | Javelin, Mistral, FAM-2M, Aérospatiale-Matra Mistral | | | |
| | | 35-я Группа телекоммуникаций и обнаружения (исп. Grupo de Telecomunicaciones y Detección N°35) | | | | | |
| | | Авиабаза «Макехе», Темуко | Авиабаза «Макехе», Темуко | | Второстепенный аэродром бригады | Второстепенный аэродром бригады | Авиабаза «Макехе», Темуко |
| | 4-я Бригада ВВС (исп. IV Brigada Aérea) (Генерал бригады ВВС — исп. General de Brigada Aérea) | 4-я Бригада ВВС (исп. IV Brigada Aérea) (Генерал бригады ВВС — исп. General de Brigada Aérea) | 4-я Бригада ВВС (исп. IV Brigada Aérea) (Генерал бригады ВВС — исп. General de Brigada Aérea) | 4-я Бригада ВВС (исп. IV Brigada Aérea) (Генерал бригады ВВС — исп. General de Brigada Aérea) | 4-я Бригада ВВС (исп. IV Brigada Aérea) (Генерал бригады ВВС — исп. General de Brigada Aérea) | 4-я Бригада ВВС (исп. IV Brigada Aérea) (Генерал бригады ВВС — исп. General de Brigada Aérea) | Авиабаза «Чабунко», Пунта-Аренас |
| | | 6-я Авиационная группа (исп. Grupo de Aviación Nº6) | 6-я Авиационная группа (исп. Grupo de Aviación Nº6) | DHC-6-300, Bell 412SP | | | |
| | | 12-я Авиационная группа (исп. Grupo de Aviación Nº12) | 12-я Авиационная группа (исп. Grupo de Aviación Nº12) | F-5E/F Tiger III | | | Авиабаза «Чабунко», Пунта-Аренас |
| | | 19-я Авиационная группа исследования Антарктики (исп. Grupo de Exploración Antártica Nº19) | 19-я Авиационная группа исследования Антарктики (исп. Grupo de Exploración Antártica Nº19) | DHC-6-300, Bell 412SP | | | Аэропорт имени Тениенте Марша |
| | | 23-я Группа противовоздушной обороны (исп. Grupo de Defensa Antiaérea N°23) | 23-я Группа противовоздушной обороны (исп. Grupo de Defensa Antiaérea N°23) | Javelin, Mistral, FAM-2M, Aérospatiale-Matra Mistral | | | Авиабаза «Чабунко», Пунта-Аренас |
| | | 33-я Группа телекоммуникаций и обнаружения (исп. Grupo de Telecomunicaciones y Detección N°33) | 33-я Группа телекоммуникаций и обнаружения (исп. Grupo de Telecomunicaciones y Detección N°33) | | | | Авиабаза «Чабунко», Пунта-Аренас |
| | Аэрокартографическая служба «Генерал Хуан Солер Манфредини» (исп. Servicio Aerofotogramétrico "Gral. Juan Soler Manfredini" (SAF)) (Полковник авиации — исп. Coronel de Aviación)                                                                    | Аэрокартографическая служба «Генерал Хуан Солер Манфредини» (исп. Servicio Aerofotogramétrico "Gral. Juan Soler Manfredini" (SAF)) (Полковник авиации — исп. Coronel de Aviación) | Аэрокартографическая служба «Генерал Хуан Солер Манфредини» (исп. Servicio Aerofotogramétrico "Gral. Juan Soler Manfredini" (SAF)) (Полковник авиации — исп. Coronel de Aviación) | Аэрокартографическая служба «Генерал Хуан Солер Манфредини» (исп. Servicio Aerofotogramétrico "Gral. Juan Soler Manfredini" (SAF)) (Полковник авиации — исп. Coronel de Aviación) | Аэрокартографическая служба «Генерал Хуан Солер Манфредини» (исп. Servicio Aerofotogramétrico "Gral. Juan Soler Manfredini" (SAF)) (Полковник авиации — исп. Coronel de Aviación) | Аэрокартографическая служба «Генерал Хуан Солер Манфредини» (исп. Servicio Aerofotogramétrico "Gral. Juan Soler Manfredini" (SAF)) (Полковник авиации — исп. Coronel de Aviación) | Авиабаза Сантьяго |
| | | Директорат АКС (исп. Dirección SAF) - Звено летательных операций (Escuadrilla de Operaciones de Vuelo) | Директорат АКС (исп. Dirección SAF) - Звено летательных операций (Escuadrilla de Operaciones de Vuelo) | LR-35A, DHC-6-100 | Ранг службы соответствует бригадах и она включает ещё: - Оперативный отдел (исп. Gerencia Operacional) - Административный отдел (исп. Gerencia Administrativa - Отдел развития и проектов (исп. Gerencia Desarrollo y Proyectos) | Ранг службы соответствует бригадах и она включает ещё: - Оперативный отдел (исп. Gerencia Operacional) - Административный отдел (исп. Gerencia Administrativa - Отдел развития и проектов (исп. Gerencia Desarrollo y Proyectos) | |
| Командование тыла (исп. Comando Logístico) (Генерал авиации — исп. General de Aviación)                                                                            | Командование тыла (исп. Comando Logístico) (Генерал авиации — исп. General de Aviación) | Командование тыла (исп. Comando Logístico) (Генерал авиации — исп. General de Aviación) | Командование тыла (исп. Comando Logístico) (Генерал авиации — исп. General de Aviación) | Командование тыла (исп. Comando Logístico) (Генерал авиации — исп. General de Aviación) | Командование тыла (исп. Comando Logístico) (Генерал авиации — исп. General de Aviación) | Командование тыла (исп. Comando Logístico) (Генерал авиации — исп. General de Aviación) | Сантьяго |
| | Дивизия авиа-технической поддержки (исп. División de Abastecimiento) (Генерал бригады ВВС — исп. General de Brigada Aérea) | | | | | | Сантьяго |
| | Дивизия ремонта и поддержки вооружениях (исп. División de Ingeniería y Apoyo Sistemas de Armas) (Генерал бригады ВВС — исп. General de Brigada Aérea)                                                                                                | | | | | | Сантьяго |
| | Дивизия инфраструктуры (исп. División de Infraestructura) (Генерал бригады ВВС — исп. General de Brigada Aérea) | | | | | | Сантьяго |
| | Дивизия транспорта и служб тыл (исп. División de Transporte y Servicios) (Генерал бригады ВВС — исп. General de Brigada Aérea) | | | | | | Сантьяго |
| | Дивизия развития и проектов (исп. División de Desarrollo y Proyectos) (Генерал бригады ВВС — исп. General de Brigada Aérea) | | | | | | Сантьяго |
| | Авиабаза Лос Серрийос (исп. Base Aérea Los Cerrillos) | | | | | | Серрильос (Сантьяго) |
| | Миссия ВВС Чили в Вашингтонe (исп. Misión Aérea en Washington) | | | | | | Посольство Чили в США |
| | Государственное предприятие ENAER (Empresa Nacional de Aeronáutica de Chile (ENAER-Chile)) | | | | | | Авиабаза Эль-Боске (Сантьяго) |
| Командование личного состава (исп. Comando de Personal) (Генерал авиации — исп. General de Aviación)                                                               | Командование личного состава (исп. Comando de Personal) (Генерал авиации — исп. General de Aviación) | Командование личного состава (исп. Comando de Personal) (Генерал авиации — исп. General de Aviación) | Командование личного состава (исп. Comando de Personal) (Генерал авиации — исп. General de Aviación) | Командование личного состава (исп. Comando de Personal) (Генерал авиации — исп. General de Aviación) | Командование личного состава (исп. Comando de Personal) (Генерал авиации — исп. General de Aviación) | Командование личного состава (исп. Comando de Personal) (Генерал авиации — исп. General de Aviación) | Сантьяго |
| | Дивизия кадров (исп. División de Recursos Humanos) (Генерал бригады ВВС — исп. General de Brigada Aérea) | | | | | | Сантьяго |
| | Дивизия обучения (исп. División de Educación) (Генерал бригады ВВС — исп. General de Brigada Aérea) | - Академия воздушной войны (исп. Academia de Guerra Aérea) - Политехническая академия ВВС (исп. Academia Politécnica Aeronáutica) - Лётная школа «Кап. Мануел Авалос Прадо» (исп. Escuela de Aviación del Capitán Manuel Ávalos Prado) — T-35A/B Pillán, Piper PA-28 - Школа развития подофицеров (исп. Escuela de Perfeccionamiento de Suboficiales) - Школа специалистов «Сержант I-го класса Адольфо Менадие Рохас» (исп. Escuela de Especialidades Sargento 1º Adolfo Menadier Rojas) | - Академия воздушной войны (исп. Academia de Guerra Aérea) - Политехническая академия ВВС (исп. Academia Politécnica Aeronáutica) - Лётная школа «Кап. Мануел Авалос Прадо» (исп. Escuela de Aviación del Capitán Manuel Ávalos Prado) — T-35A/B Pillán, Piper PA-28 - Школа развития подофицеров (исп. Escuela de Perfeccionamiento de Suboficiales) - Школа специалистов «Сержант I-го класса Адольфо Менадие Рохас» (исп. Escuela de Especialidades Sargento 1º Adolfo Menadier Rojas) | - Академия воздушной войны (исп. Academia de Guerra Aérea) - Политехническая академия ВВС (исп. Academia Politécnica Aeronáutica) - Лётная школа «Кап. Мануел Авалос Прадо» (исп. Escuela de Aviación del Capitán Manuel Ávalos Prado) — T-35A/B Pillán, Piper PA-28 - Школа развития подофицеров (исп. Escuela de Perfeccionamiento de Suboficiales) - Школа специалистов «Сержант I-го класса Адольфо Менадие Рохас» (исп. Escuela de Especialidades Sargento 1º Adolfo Menadier Rojas) | | | Авиабаза Эль-Боске (Сантьяго) |
| | Дивизия санитарных служб (исп. División de Sanidad) (Генерал бригады ВВС — исп. General de Brigada Aérea) | (Hospital Institucional General de Brigada Aérea Doctor Raúl Yazigi Jauregui) (Генерал бригады ВВС — исп. General de Brigada Aérea) | (Hospital Institucional General de Brigada Aérea Doctor Raúl Yazigi Jauregui) (Генерал бригады ВВС — исп. General de Brigada Aérea) | (Hospital Institucional General de Brigada Aérea Doctor Raúl Yazigi Jauregui) (Генерал бригады ВВС — исп. General de Brigada Aérea) | | | Сантьяго |
| | Дивизия социального обслуживания (исп. División de Bienestar Social) (Генерал бригады ВВС — исп. General de Brigada Aérea) | | | | | | Сантьяго |
| | Клиническая больница (исп. Hospital Clínico) | | | | | | Сантьяго |
| | Авиабаза Эль-Боске (исп. Base Aérea El Bosque) | Демонстрационная группа ВВС Чили (исп. Grupo de Presentaciones de la Fuerza Aérea de Chile) - Демонстрационное звено высшего пилотажа «Соколы» (исп. Escuadrilla de Alta Acrobacia "Halcones") — Extra EA-300L - Демонстрационное звено майсторского безмоторного пилотажа (исп. Escuadrilla de Vuelo sin Motor) — Janus C/CE | Демонстрационная группа ВВС Чили (исп. Grupo de Presentaciones de la Fuerza Aérea de Chile) - Демонстрационное звено высшего пилотажа «Соколы» (исп. Escuadrilla de Alta Acrobacia "Halcones") — Extra EA-300L - Демонстрационное звено майсторского безмоторного пилотажа (исп. Escuadrilla de Vuelo sin Motor) — Janus C/CE | Демонстрационная группа ВВС Чили (исп. Grupo de Presentaciones de la Fuerza Aérea de Chile) - Демонстрационное звено высшего пилотажа «Соколы» (исп. Escuadrilla de Alta Acrobacia "Halcones") — Extra EA-300L - Демонстрационное звено майсторского безмоторного пилотажа (исп. Escuadrilla de Vuelo sin Motor) — Janus C/CE | Группа также включает в себя: - Демонстрационное звено майсторского парашютизма «Голубые береты» (исп. Escuadrilla de Paracaidismo "Boinas Azules") - Звено сборного оркестра (исп. Escuadrilla de Bandas) | Группа также включает в себя: - Демонстрационное звено майсторского парашютизма «Голубые береты» (исп. Escuadrilla de Paracaidismo "Boinas Azules") - Звено сборного оркестра (исп. Escuadrilla de Bandas) | Авиабаза Эль-Боске (Сантьяго) |

Вне структуры ВВС:
- Генеральный директор цивильной авиации (исп. Director General de Aeronáutica Civil) (Генерал авиации — исп. General de Aviación)
- Заместитель Начальника Объединённого штаба ВС (исп. Subjefe del Estado Mayor Conjunto) (Генерал авиации — исп. General de Aviación)
- Директор стратегического командования и контроля Объединённого штаба ВС (исп. Director de Mando y Control Estratégico del Estado Mayor Conjunto) (Генерал авиации — исп. General de Aviación)

## Пункты базирования
- Авиабаза «Лос Кондорес» (Кондоры) (исп. Base Aérea «Los Cóndores»,) Икике

## Боевой состав
| Обозначение формирования или части | Вооружение и оснащение | Место расположения |
| ---------------------------------- | ---------------------- | ------------------ |
| 1-я воздушная бригада              |                        | Икике              |
| 2-я воздушная бригада              |                        |                    |
| 3-я воздушная бригада              |                        |                    |
| 4-я воздушная бригада              |                        |                    |
| 5-я воздушная бригада              |                        |                    |

## Техника и вооружение
Данные о технике и вооружении ВВС Чили взяты со страницы журнала Aviation Week & Space Technology по состоянию на 2009 год.
| Тип                                                         | Производство    | Назначение                                                | Количество      | Примечания                                                             |                 |
| Боевые самолёты                                             | Боевые самолёты | Боевые самолёты                                           | Боевые самолёты | Боевые самолёты                                                        | Боевые самолёты |
| ----------------------------------------------------------- | --------------- | --------------------------------------------------------- | --------------- | ---------------------------------------------------------------------- | --------------- |
| Lockheed F-16C Lockheed F-16D                               | США             | многоцелевой истребитель учебный истребитель              | 11              | 10 новых F-16 Block 50 поставлены в 2006—2007                          |                 |
| Fokker F-16A Fokker F-16B                                   | Нидерланды      | многоцелевой истребитель учебный истребитель              | 31              | Приобретены в 2006—2007 и 2010—2011 из состава ВС Нидерландов Block 20 |                 |
| Northrop F-5E Northrop F-5F                                 | США             | многоцелевой истребитель учебный истребитель              | 13 3            |                                                                        |                 |
| Наблюдательные самолёты                                     |                 |                                                           |                 |                                                                        |                 |
| Cessna O-2A                                                 | США             | наблюдательный самолёт                                    | 3               |                                                                        |                 |
| Cessna OA-37                                                | США             | штурмовой наблюдательный самолёт                          | 7               |                                                                        |                 |
| Самолёты ДРЛО                                               |                 |                                                           |                 |                                                                        |                 |
| IAI Phalcon                                                 | Израиль         | самолёт ДРЛО                                              | 1               | на платформе Boeing 707                                                |                 |
| Транспортные самолёты                                       |                 |                                                           |                 |                                                                        |                 |
| Beech 99A                                                   | США             | самолёт общего назначения                                 | 6               |                                                                        |                 |
| Beech B100                                                  | США             | самолёт общего назначения                                 | 1               |                                                                        |                 |
| Boeing 707 Boeing 707-320C                                  | США             | транспортный самолёт транспортный самолёт                 | 1 1             |                                                                        |                 |
| CASA C-212-200 CASA C-212-300                               | Испания         | транспортный самолёт транспортный самолёт                 | 2 2             |                                                                        |                 |
| Cessna CitationJet CJ1                                      | США             | административный самолёт                                  | 4               |                                                                        |                 |
| De Havilland Canada DHC-6-100 De Havilland Canada DHC-6-300 | Канада          | транспортный самолёт транспортный самолёт                 | 4 9             |                                                                        |                 |
| Gulfstream IV                                               | США             | административный самолёт                                  | 1               |                                                                        |                 |
| Learjet 35A                                                 | США             | административный самолёт                                  | 2               |                                                                        |                 |
| Lockheed C-130B Lockheed C-130H                             | США             | транспортный самолёт транспортный самолёт                 | 3 5             |                                                                        |                 |
| Piper PA-28-236                                             | США             | самолёт общего назначения                                 | 11              |                                                                        |                 |
| Raytheon 200 Raytheon 300                                   | США             | самолёт общего назначения самолёт общего назначения       | 1 1             |                                                                        |                 |
| Учебные самолёты                                            |                 |                                                           |                 |                                                                        |                 |
| CASA C-101BB CASA C-101CC                                   | Испания         | учебно-боевой самолёт учебно-боевой самолёт               | 4 1             |                                                                        |                 |
| Enaer C-101BB Enaer C-101CC                                 | Чили            | учебно-боевой самолёт учебно-боевой самолёт               | 3 16            | испанский самолёт CASA C-101 по лицензии производился в Чили           |                 |
| Enaer T-35A Enaer T-35B                                     | Чили            | учебно-тренировочный самолёт учебно-тренировочный самолёт | 19 14           |                                                                        |                 |
| Extra 300L                                                  | Германия        | спортивный самолёт                                        | 6               |                                                                        |                 |
| Вертолёты                                                   |                 |                                                           |                 |                                                                        |                 |
| Bell Helicopter Textron 206B                                | США             | транспортный вертолёт                                     | 3               |                                                                        |                 |
| Bell Helicopter Textron 412 Bell Helicopter Textron 412EP   | США             | транспортный вертолёт транспортный вертолёт               | 4 3             |                                                                        |                 |
| Bell Helicopter Textron UH-1H                               | США             | транспортный вертолёт                                     | 13              |                                                                        |                 |
| MBB BK 117B-1                                               | Германия        | вертолёт общего назначения                                | 1               |                                                                        |                 |
| MBB Bo 105                                                  | Германия        | вертолёт общего назначения                                | 1               |                                                                        |                 |
| Sikorsky S-70A                                              | США             | транспортный вертолёт                                     | 1               |                                                                        |                 |

## Опознавательные знаки

Опознавательный знак ВВС Чили
Вариант уменьшенной видимости
Знак на киль

## Знаки различия

### Генералы и офицеры
| Категории               | Генералы         | Генералы            | Генералы                 | Генералы      | Старшие офицеры     | Старшие офицеры     | Старшие офицеры           | Младшие офицеры    | Младшие офицеры   | Младшие офицеры | Младшие офицеры   |  |
| ----------------------- | ---------------- | ------------------- | ------------------------ | ------------- | ------------------- | ------------------- | ------------------------- | ------------------ | ----------------- | --------------- | ----------------- |  |
| Погон                   |                  |                     |                          |               |                     |                     |                           |                    |                   |                 |                   |  |
| Нарукавный знак         |                  |                     |                          |               |                     |                     |                           |                    |                   |                 |                   |  |
| Чилийское звание        | General del Aire | General de Aviación | General de Brigada Aérea | Comodoro      | Coronel de Aviación | Comandante de Grupo | Comandante de Escuadrilla | Capitán de Bandada | Teniente          | Subteniente     | Alférez           |  |
| Российское соответствие | Генерал армии    | Генерал-полковник   | Генерал-лейтенант        | Генерал-майор | Полковник           | Подполковник        | Майор                     | Капитан            | Старший лейтенант | Лейтенант       | Младший лейтенант |  |

### Сержанты и солдаты
| Категории               | Подофицеры        | Старшины   | Старшины    | Сержанты        | Сержанты | Сержанты | Сержанты        | Солдаты  | Солдаты            |
| ----------------------- | ----------------- | ---------- | ----------- | --------------- | -------- | -------- | --------------- | -------- | ------------------ |
| Погон                   |                   |            |             | нет             | нет      | нет      | нет             | нет      | нет                |
| Нарукавный знак         |                   |            |             |                 |          |          |                 | нет      | нет                |
| Чилийское звание        | Suboficial Mayor  | Suboficial | Sargento 1° | Sargento 2°     | Cabo 1°  | Cabo 2°  | Cabo            | Alumno   | Soldado conscripto |
| Российское соответствие | Старший прапорщик | Прапорщик  | Старшина    | Старший сержант | Сержант  | нет      | Младший сержант | Ефрейтор | Рядовой            |